# 河边镇 (冕宁县)
河边镇，原为河边乡，是中华人民共和国四川省凉山彝族自治州冕宁县下辖的一个乡镇级行政单位。2019年12月，撤销河里乡，所属行政区域划归河边镇管辖。

## 行政区划
河边镇下辖以下地区：
新安村、胜阳村、詹家村、桂花村、蛟龙村、长路村、庄村和险峰村。